# Rafik Saïfi
Rafik Saïfi (Algiers, 7 februari 1975) is een Algerijns voetballer. Hij trad in het seizoen 2009/10 in dienst bij FC Istres, waarvoor hij ook in 2004/2005 speelde. Daarnaast kwam hij meer dan veertig keer uit voor het Algerijns voetbalelftal, waaronder op het WK 2010. In november 2010 tekende hij een contract bij Amiens SC. Saïfi werd in 2008 verkozen tot Algerijns Voetballer van het Jaar.

## Clubstatistieken
| Seizoen   | Club       | Duels | Goals | Competitie |
| --------- | ---------- | ----- | ----- | ---------- |
| 1998/1999 | MC Alger   | 0     | 0     | Algerije   |
| 1999/2000 | Troyes AC  | 28    | 4     | Frankrijk  |
| 2000/2001 | Troyes AC  | 19    | 3     | Frankrijk  |
| 2001/2002 | Troyes AC  | 18    | 2     | Frankrijk  |
| 2002/2003 | Troyes AC  | 24    | 4     | Frankrijk  |
| 2004/2005 | FC Istres  | 35    | 4     | Frankrijk  |
| 2005/2006 | AC Ajaccio | 26    | 2     | Frankrijk  |
| 2006/2007 | FC Lorient | 37    | 7     | Frankrijk  |
| 2007/2008 | FC Lorient | 37    | 14    | Frankrijk  |
| 2008/2009 | FC Lorient | 21    | 5     | Frankrijk  |
| 2009/2010 | FC Istres  | 13    | 2     | Frankrijk  |